# Великие холода (мультфильм)
«Великие холода» — советский кукольный мультипликационный фильм 1969 года, который создал режиссёр Николай Серебряков по мотивам повести Софьи Прокофьевой «Не буду просить прощения» (1968).

## Сюжет
Мультфильм о том, как мальчик сильно обидел свою маму (из-за того, что она не могла купить ему лошадь), и на земле наступили великие зимние холода. Мальчик уходит на улицу искать себе другую маму, но, обойдя двух женщин (даму с собачкой, которая оказывается чересчур заботливой, и мороженщицу) и забредя в лес (где его сначала пытается приютить лиса, потом — медведица), понимает, что никто, кроме родной мамы, ему не нужен. Добраться обратно до дома ему помогает одинокая лошадь, которая когда-то работала в цирке, а теперь чувствует, будто никому не нужна.
Придя домой, мальчик извиняется за свой поступок и просит маму приютить лошадь. Мама на это соглашается, и лошадь превращается в игрушечную лошадку-качалку.

## Над фильмом работали
- Автор сценария — Софья Прокофьева
- Режиссёр — Николай Серебряков
- Художник-постановщик — Алина Спешнева
- Оператор — Владимир Саруханов
- Композитор — Эдуард Артемьев
- Звукооператор — Борис Фильчиков
- Роли исполняет — Алиса Фрейндлих
- Редактор — Наталья Абрамова
- Монтажёр — Надежда Трещёва
- Художник — Александр Горбачёв
- Художники-мультипликаторы: Юрий Клепацкий, Владимир Пузанов, Вячеслав Шилобреев, Мария Зубова
- Куклы и декорации выполнили: Павел Гусев, Олег Масаинов, Владимир Аббакумов, Владимир Алисов, Марина Чеснокова, Светлана Знаменская, Галина Геттингер, Вера Калашникова, Павел Лесин, Валентин Ладыгин, Семён Этлис, П. Старосельский
- под руководством — Романа Гурова
- Директор картины — Натан Битман

## Отзывы
К теме материнства Николай Серебряков возвращается затем в своих фильмах «Великие холода» (1969) и «Ваня Датский» (1974). В первом из них мальчик обидел маму и ушел от неё искать себе другую, и на земле наступают «великие холода», пока он не пройдёт нелёгкий круг испытаний и не поймёт, что значит подлинное чувство матери и как его надо беречь и ценить.

Подавляющее большинство фильмов создано Серебряковым в сотрудничестве с Алиной Спешневой, талантливым художником кино и театра, превосходным знатоком особенностей разыгрываемого куклой образа.
— Асенин С. В. «Пути советской мультипликации»